# Spiroplana
Spiroplana is een monotypisch geslacht van schimmels uit de orde Pleosporales. Het bevat alleen Spiroplana centripeta. 